# Phaenops californica
Phaenops californica är en skalbaggsart som först beskrevs av Van Dyke 1918.  Phaenops californica ingår i släktet Phaenops och familjen praktbaggar. Inga underarter finns listade i Catalogue of Life.